# La Fin de l'opération Espion
Série Tétralogie de l'espion
Le Retour de l'espion
(1982)
Pour plus de détails, voir Fiche technique et Distribution.
La Fin de l'opération Espion, également connu sous le titre La Fin de l'opération Résident (russe : Конец операции «Резидент», Konets operatsii «Rezident») est un film d'espionnage soviétique réalisé par Veniamine Dorman et sorti en 1986.
Il s'agit du quatrième et dernier film de la tétralogie d'espionnage sur l'agent double Mikhaïl Touliev, précédé par L'espion commet une erreur, Le Destin de l'espion et Le Retour de l'espion,.

## Synopsis
Les événements du film précédent racontent comment l'agent soviétique Touliev, dit « Nadejda » a transmis à l'URSS un plan secret subversif appelé « La carte ». C'est grâce à lui que l'agent Karl Brockmann est expulsé en URSS.
La cible des services de renseignement occidentaux est l'académicien Nesterov et ses travaux sur la radiophysique, qui affectent la capacité de défense de l'URSS. Karl Brockmann parvient à se faire admettre dans le pays et à mettre les services secrets sur une fausse piste. Le KGB fait appel à Touliev pour retrouver l'agent.
Entre-temps, Brockman retrouve Koutepov, un ancien homme de main des nazis qui a participé en 1943 à des opérations punitives sur le territoire soviétique. Ce dernier s'introduit chez Olga, l'amie de la fille de l'académicien, profitant de sa connaissance de l'étranger, et la séduit, soi-disant pour le compte de ses « maîtres ». Cependant, la jeune fille, qui ne craint pas le chantage, refuse de travailler pour l'ennemi. Les représentants des services secrets occidentaux n'ont pas réussi à compromettre Nesterov lui-même et sont prêts à l'éliminer physiquement aux mains de Brockman.
Afin d'empêcher une telle évolution, Touliev est renvoyé en URSS. Il aide à appréhender Brockmann et parvient à lui soutirer des informations sur la manière de franchir la frontière et sur le code. Ayant appris qui était réellement Touliev, son supérieur Staube quitte les services de renseignement. Après la fin de l'opération, le général Loukine propose à Touliev de mettre un terme son activité d'espion et de rester en URSS.
Mikhaïl Touliev se révèle alors publiquement lors d'une conférence de presse et raconte aux correspondants (dans les limites de ce qui est autorisé, bien sûr) le plan « La Carte » et son histoire.

## Fiche technique
- Titre français : La Fin de l'opération Espion[2] ou Le Retour du résident
- Titre original : Конец операции «Резидент», Konets operatsii «Rezident»[3]
- Réalisation : Veniamine Dorman
- Scénario : Oleg Chmelev (ru), Vladimir Vostokov (ru)
- Photographie : Vadim Korniliev
- Montage : Galina Chatrova
- Musique : Mikaël Tariverdiev
- Décors : Mark Dorelik
- Sociétés de production : Studio Gorki
- Pays de production :  Union soviétique
- Langue originale : russe
- Format : couleurs
- Genres : film d'espionnage
- Durée : 145 minutes
- Date de sortie :
  - Union soviétique : novembre 1986

## Distribution
- Gueorgui Jjionov : Mikhael Touliev, dit « Nadejda »
- Piotr Veliaminov : Piotr Loukine
- Nikolaï Prokopovitch (ru) : Vladimir Markov
- Ievgueni Guerassimov (ru) : Andreï Kouznetsov
- Leonid Bronevoï : Staub
- Irina Azer (ru) : Marta, la secrétaire de Staub
- Ievgueni Kindinov (ru) : Karl Brockman
- Aleksandr Grave (ru) : Mikhaïl Koutepov-Vopoparaïev-Ilyine, agent du NTS en URSS
- Irina Rozanova : Olga Kostrova
- Boris Khimitchev : Robert Stivenson
- Boris Ivanov (ru) : Don
- Tatiana Okounevskaïa (ru) : Linda Statchevskaïa, agent du NTS en URSS